# 若松パブテスト教会
若松バプテスト教会（わかまつバプテストきょうかい）は、バプテスト教会では九州で最も長い歴史のあるバプテスト教会。

## 解説
西南女学院大学、西南学院大学と同じ日本バプテスト連盟系の教会。
下関バプテスト教会の教会員であり、当時若松（現、北九州若松区）に住んでいた鶴原五郎の提案を受けて、1890年に鶴原の自宅を開放して伝道を開始。その伝道者として派遣されたのが後藤六雄（旧姓青砥六雄）。
歴代牧師である吉田敬太郎は、かつての若松市長であり、合併当初の北九州市長代行でもあり、若戸大橋の建設にも尽力。また教会の礼拝堂は、色々な映画やTVドラマの撮影でも用いられた。